# Anselmo Fox
Anselmo Fox (* 23. April 1964 in Mendrisio) ist ein Schweizer Künstler. Er beschäftigt sich mit Plastik, Installation, digitalen Medien, Zeichnung, wie auch mit ästhetischer Theorie.

## Leben
Fox studierte 1985 bis 1990 an der Hochschule Luzern Kunst & Design sowie an der Hochschule für Gestaltung und Kunst in Basel. 1992 bis 1994 studierte er an der Jazzschule Luzern und 1994 Kultur und Kunst-Wissenschaft an der Humboldt-Universität zu Berlin.
1990 gewann er den Förderpreis des Kantons Aargau, darauf im Jahr 1991 den Förderpreis der Landis & Gyr-Gesellschaft (Schweiz) im Zusammenhang mit einem Kairo-Aufenthalt.
2008 und 2009 absolvierte er einen Lehrauftrag an der Humboldt-Universität zu Berlin.
Anselmo Fox lebt und arbeitet in Berlin. Er stellt seit 1991 in Deutschland und der Schweiz aus.

## Einzelausstellungen
- 1996 La Lingua della lingua, Akademie der Künste Berlin, Videokatalog
- 2000 Körperteile – Formen der Fragmentierung/Praktiken der Darstellung, Haus der Kulturen der Welt, Berlin, Buch
- 2000 Loggia, Künstlerhaus Bethanien, Berlin, Text
- 2001 Corpus Delicti, Galerie Mönch, Berlin, Text
- 2007 Anselmo Fox – Im Tal der Mollusken, Kunstpanorama Luzern
- 2013 Galerie Manière Noire, Ausser mir, Berlin
- 2016 Galerie Nord Kunstverein Tiergarten, Anselmo Fox – was übrig bleibt, Berlin

## Gruppenausstellungen
1983
- Künstler der Galerie schlagen vor, Galerie in Lenzburg, Schweiz

1999
- Vogelfrei III, Gartenbiennale Darmstadt, Deutschland, Katalog
- Salon, Aargauer Kunsthaus, Schweiz, Katalog

2001
- Machet den Zun nicht zu eng, Museum Bruder Klaus Sachseln, Sachseln, Schweiz, Katalog
- EnergieStationen, Kunsttage Dreieich, Stadtgalerie Dreieich-Sprendlingen, Frankfurt am Main, Deutschland, Katalog
- Klanggarten – Vogelfrei IV, Gartenbiennale Darmstadt, Deutschland, Katalog

2002
- Wächserne Identitäten, Die figürliche Wachsplastik am Ende des 20.  Jahrhunderts, Georg Kolbe Museum Berlin, Deutschland, Katalog

2004
- Der Kuss, Deutsches Hygiene-Museum, Dresden
- La Bocca Della Verità, (L. Bourgeois, E. Cucchi, G. Dokoupil, S. Francis, J. Immendorf, T. Ullrich), (Katalog), Kunstverein Salzdetfurth bei Hildesheim, Deutschland

2005
- La main dans la main, Kunstverein Bad Salzdetfurth, Deutschland, Katalog
- Auswahl 05, Aargauer Kunsthaus, Schweiz, Katalog
- Der Himmel auf Erden – Zeitgenössische Verkündigungsdarstellungen, Kunstverein Kunsthaus Potsdam, Deutschland, Katalog

2006
- Heimatflimmern – Exkursion in eine fremde Heimat, Brandenburgischer Kunstverein Potsdam in Kooperation mit dem Kunsthalle Luzern, Schweiz
- Innenwelten – The Inner World, kunst:raum Sylt Quelle Wissenschaftssommer 2006 in Kooperation mit der Universität Hamburg zum Sigmund Freud-Jahr 2006, Deutschland

2007
- Auswahl 07, Aargauer Kunsthaus, Schweiz
- Von der Liebe, Kunstverein Tiergarten Galerie Nord, Berlin

2009
- Tierperspektiven Teil 1, Georg Kolbe Museum, Berlin
- Tierperspektiven Teil 2, Projektraum Souterrain (Sammlung Hoffmann), Berlin
- Tier-Werden, Mensch-Werden, Neue Gesellschaft für Bildende Kunst Berlin

2010
- Auswahl 10, Aargauer Kunsthaus, Schweiz, Katalog
- Café Endlager, Stuttgart

2011
- Um Gottes Willen, Kunst im Dialog mit Religion, Stadtmühle Willisau, Schweiz

2014
- Catch of the year 14, Zürich
- Trudelhaus. Modell und Utopie, Baden, Schweiz

## Artikel und Interviews
- Tagesspiegel, Bericht ueber Tierperspektiven Teil I (2009)
- Berliner Zeitung, Bericht ueber Wächserne Identitäten, Die figürliche Wachsplastik am Ende des 20. (2002)
- FAZ, Bericht ueber Vogelfrei III (1999)